# Stuart Taylor Jr.
Stuart Taylor Jr. est un journaliste et écrivain américain dont la tendance politique est conservatrice. Il a cosigné trois livres. 

## Carrière
Taylor est diplômé de l'université Princeton en 1970 et de la Harvard Law School en 1977. Il est de tendance conservatrice ; ses articles sur l'actualité judiciaire sont publiés dans divers journaux à partir des années 1980, y compris dans le National Journal. Il se montre très critique envers la présidence de Bill Clinton.

## Ouvrages
Avec Stuart Taylor Jr. a cosigné avec KC Johnson (en) du Brooklyn College l'ouvrage Until Proven Innocent: Political Correctness and the Shameful Injustice of the Duke Lacrosse Case, paru en septembre 2007. Le livre évoque les détails de l'affaire des joueurs de crosse à l'université Duke, qui a défrayé la chronique à l'époque. La New York Times Sunday Book Review estime que l'ouvrage représente une contribution importante concernant les personnes accusées à tort.
En 2012, s'associant avec Richard Sander (en), Taylor co-signe un livre critique sur l'affirmative action : Mismatch: How Affirmative Action Hurts Students It's Intended to Help, and Why Universities Won't Admit It.
En 2017, s'associant de nouveau avec KC Johnson, il cosigne The Campus Rape Frenzy: The Attack on Due Process at America's Universities, mal accueilli sur le New York Times, qui y voit un traitement déséquilibré des agressions sexuelles sur les campus américains.